# Praon brachycerum
Praon brachycerum är en stekelart som först beskrevs av Ji och Zhang 1992.  Praon brachycerum ingår i släktet Praon och familjen bracksteklar. Inga underarter finns listade i Catalogue of Life.